# Podarge étoilé
Batrachostomus stellatus
Espèce
Synonymes
- Podargus stellatus Gould, 1837
(protonyme)

Statut de conservation UICN

 NT  : Quasi menacé
Le Podarge étoilé (Batrachostomus stellatus) est une espèce d'oiseaux de la famille des Podargidae.

## Répartition
Cette espèce vit au Brunei, en Indonésie, en Malaisie, à Singapour et en Thaïlande.